# M-60 107mm野砲

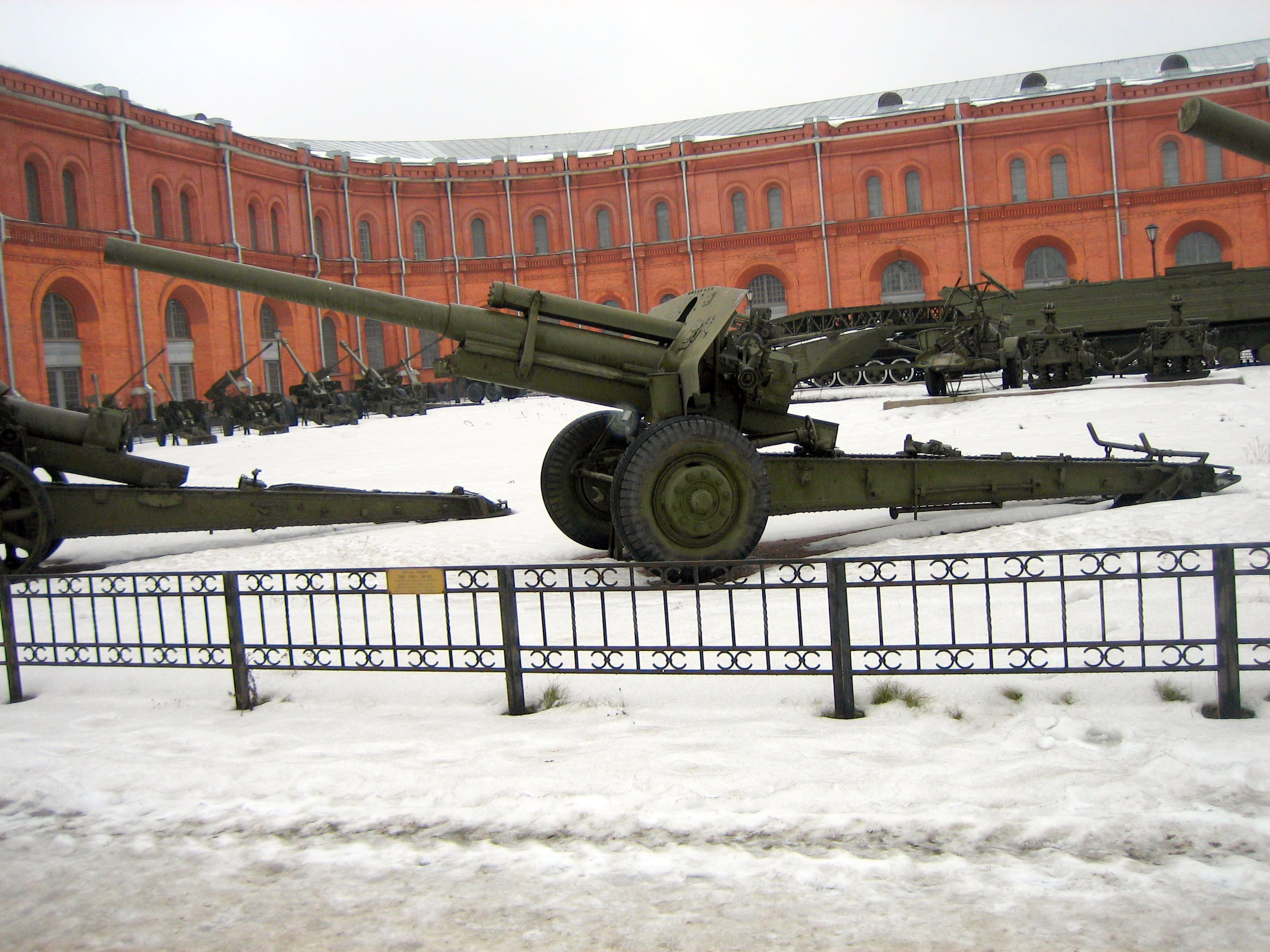
M-60(M1940) 107mm野砲
サンクトペテルブルクの軍事博物館

1940年型107mm師団砲(M-60)（ロシア語：107-мм дивизионная пушка образца 1940 года (М-60)）とは、1940年にソビエト連邦が開発した師団砲兵向けカノン砲（野砲）である。

## 開発
赤軍の師団砲兵に配備されていた野砲は、ロシア帝国時代の1900年にM1900 76.2mm野砲が採用されて以来76.2mm口径のものが一貫して使用され続けていた。しかし第一次世界大戦以降の火砲の急速な発展により、76.2mm砲では射程や火力の面において陳腐化するであろうと考えた赤軍は1937年に、より大口径の新型師団野砲の開発を行うことを決定した。
当初は95mm砲も試験されていたがより大口径の野砲が要求されたため、M1910 107mmカノン砲やその改良型であるM1910/30 107mmカノン砲と同じ107mm砲弾を使用することが決定した。これによって開発された新型の砲身をM-10 152mm榴弾砲の砲架に搭載させたのが、M-60 107mm野砲である。この砲は1940年に採用された。

## 運用
上記のように本来は師団の砲兵部隊に配備する予定であったM-60野砲であるが、M-10榴弾砲と同じ砲架を採用したために同様の短所も抱え込むことになってしまった。砲架の構造が複雑すぎるためにコストがかさみ整備にも手間がかかるうえ、師団砲兵で運用するには重量過大なために運用が制限された。このような欠点があったため、ナチス・ドイツの侵攻により大祖国戦争が始まった1941年には製造が打ち切られた。
大祖国戦争開始後、M-60野砲は対戦車砲旅団に配備された。1943年に軍団司令部直轄の砲兵連隊が編成されると、残存のM-60やM1910/30カノン砲と共にML-20 152mm榴弾砲やA-19 122mmカノン砲と並行して配備された。対戦車戦闘任務においてはA-19 122mmカノン砲と比較すると威力に劣ったが軽量でまだ扱いやすかった。しかし、1944年に固定式薬莢を採用して連射速度が速く、より軽量なBS-3 100mm野砲が開発されるとM-60は完全に存在意義を失った。
ドイツ軍も少数を鹵獲して10.7 cm K 353(r)（ロシア製10.7cm 353型カノン砲）の識別名称をつけたが、元々の数が極端に少ないため余り活躍することはなかった。ソ連軍ではこの砲を最後に、107mm砲弾とこれを使用する火砲の生産を終了したため海外供与も行われることはなく、残存砲はサンクトペテルブルクの軍事博物館にのみ保管・展示されている。

## スペック
- 口径：107mm
- 全長：8.09m（牽引時、リンバー付き）
- 全幅：2.20m
- 重量：4,000kg（戦闘時）4,300/kg（牽引時）
- 砲身長：4,470mm（41.8口径、砲身のみ）/ 4,605mm（43口径、薬室を含む）
- 仰俯角：-4.5°~+45°
- 左右旋回角：60°
- 運用要員：8名
- 発射速度：6~7発/分（最大）、発/分（連続射撃時）
- 射程：16,130m（OF-420U標準榴弾）/18,300m（OF-420長射程榴弾）
- 製造年：1940年~1941年
- 製造数：139門